# Río Mazar
Der Río Mazar ist ein 28 km langer linker Nebenfluss des Río Paute in der Provinz Cañar in Ecuador.

## Flusslauf
Der Río Mazar entspringt in der Cordillera Real nahe der Grenze zur Provinz Chimborazo auf einer Höhe von etwa 3850 m. Er fließt in überwiegend südöstlicher Richtung durch das Bergland und mündet unmittelbar unterhalb des Staudamms der Paute-Mazar-Talsperre in den Río Paute.

## Hydrologie
Das Einzugsgebiet des Río Mazar umfasst 167 km². Der mittlere Abfluss 4 km oberhalb der Mündung beträgt 4,8 m³/s.